# Sven Tynelius
Sven Gustaf Adolf Tynelius, född 20 mars 1914 i Härnösands församling, Västernorrlands län, död 11 maj 2014 i Limhamns församling, Skåne län, var en svensk arkitekt.

## Biografi
Efter studentexamen i Eskilstuna 1936 utexaminerades Tynelius från Kungliga Tekniska högskolan 1940 och från Kungliga Konsthögskolan 1947. Han var stadsplanearkitekt i Eskilstuna stad 1947–1961, stadsbyggnadsdirektör och stadsarkitekt i Lunds stad 1962–1970, tillförordnad professor vid Lunds tekniska högskola 1966–1967 och stadsarkitekt i Norrköpings kommun 1971–1978. 
Tynelius var ledamot av Byggnadsstyrelsens parkeringsutredning 1955–1959, expert i parkeringskommittén 1961–1968 och ledamot av Statens institut för byggnadsforsknings samhällsplaneringsgrupp 1961–1966. Han författade skrifter inom trafik- och stadsplanering, natur-, landskaps- och kulturminnesvård. Tynelius är begravd på S:t Eskils kyrkogård i Eskilstuna.